# Comandante superiore
Con la denominazione di comandante superiore si identificano due figure professionali di livello altamente superiore, non militari, appartenenti al settore dei trasporti civili.

## Aviazione Civile
Nell'Aviazione Civile quella di "comandante superiore" è una posizione occupazionale, contrattuale, corrispondente al massimo livello raggiungibile, per i comandanti di velivoli sia ad ala fissa che ad ala rotante dell'aviazione civile, dipendente da particolari requisiti di anzianità È seguito in ordine discendente dal primo comandante. I "comandanti superiori", nelle compagnie aeree italiane, svolgono, stando a terra, lavoro di coordinamento nell'organizzazione dei turni e del servizio del personale aeronavigante tutto. Il titolo e il grado di Comandante Superiore è deontologicamente, gerarchicamente e contrattualmente tutelato, pertanto non è ammesso fregiarsi di tale onorifico titolo e grado senza averne legittimamente titolo.

## Marina Mercantile
Nella Marina Mercantile Italiana quello di "comandante superiore", nelle certificazioni ufficiali trovasi scritto e indicato come Comandante Superiore, è un titolo onorifico per comandanti appartenuti ai Ruoli del personale di stato maggiore in "Regolamento organico" delle Società di Navigazione ITALIA e Lloyd Triestino del gruppo Finmare aventi al loro attivo ventisei anni di anzianità di servizio nei Ruoli di cui sopra e ventiquattro mesi di effettivo comando su navi di oltre 28 000 TSL ovvero tonnellate di stazza lorda, con velocità superiore a 20 miglia all'ora e impiegate in servizi transoceanici di linea. Questa denominazione, di grado altamente superiore, è omologabile a quella di commodoro della Marina Mercantile USA, UK e di altri paesi del Commonwealth ed a quella di Senior Captain della marina mercantile di ulteriori alcuni altri paesi. Coloro i quali hanno diritto a potersi fregiare di tale onorifico titolo, per evitare di incorrere in equivoci, quando non a bordo, usano presentarsi, definirsi e da altri indicati con l'identità professionale di Comandante Superiore di Mare o con quella di Comandante Superiore di Nave. Il titolo ed il grado di Comandante Superiore è deontologicamente e normativamente tutelato, pertanto non è ammesso fregiarsi di tale onorifico titolo e grado senza aver maturato i requisiti di esperienza e di anzianità come innanzi indicato e prima di aver ottenuto il previsto ufficiale e onorifico brevetto.
Il grado di Comandante Superiore, in ambito occupazionale, in ottemperanza alle regole vigenti nella Flotta di Stato, si allineava, per comparazione, al livello di Dirigente superiore di fascia alta. Attualmente, la stazza lorda, ovvero la GT, quale mero risultato dello svolgimento matematico di una precisa formula, non ha unità di misura e viene espressa con un numero seguito dal suffisso GT ovvero gross tonnage.